# Завропосейдон
Завропосейдон (лат. Sauroposeidon «ящір, який подібно Посейдону створює землетруси», названий на честь повелителя морів і бога землетрусів у грецькій міфології) — рід гігантських завроподів, що жили в середині крейдового періоду, 112—100 мільйонів років тому. Довжина гіганта 31 м, висота 18 м, а вага 60 т. Рештки цього довгошийого завропода були викопані в США, в штаті Оклахома у 2000 році.

## Історія дослідження

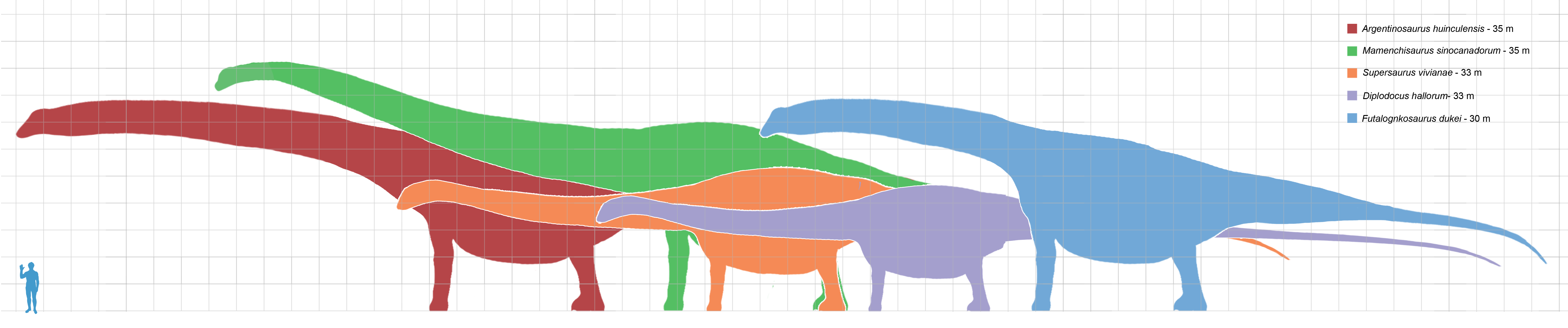
Порівняння розмірів деяких великих завроподів

В Денвері (штат Колорадо) на одній із конференцій Американського товариства палеонтології хребетних була прочитана доповідь, яка здобула загальну увагу. Доповідь була зроблена палеонтологами Річардом Цифеллі, Метью Уедела і радіологом Кентом Сандерсом.
Вони виклали результати вивчення решток викопної тварини, знайденої в південно-східній частині Оклахоми, і яку назвали «завропосейдон протелес» (грец. προτέλές, що згідно з літературним перекладом означає «доведений до досконалості перед самим кінцем»).
Будову цієї істоти вчені відтворили по чотирьох його хребцям, які дійшли до нас через 110 млн років. Ці хребці вражають своїми розмірами: один із них досягає 140 см в довжину. Відповідно, шия тварини могла досягати 10 м. Довжина тіла — від голови до хвоста — сягала 30 м або близько цього, а голова здіймалась над землею на 18 м, що дозволяло цьому рослиноїдному ящероногу щипати зелень навіть з верхніх частин деревоподібних папоротей і хвойних дерев.
У жодної викопної тварини палеонтологи до цього часу не зустрічали такої довгої шиї. Керувати нею завропосейдону дозволяла спеціальна будова хребців: вони відрізнялись великою пористістю і, відповідно, малою вагою.
Залишки завропосейдона збереглись в осадових породах порівняно молодого віку: в цей час епоха царювання динозаврів вже завершилась і майже по всій Північній Америці вони вже вимирали. Наприкінці цього періоду і виник завропосейдон, який за розмірами переважав навіть брахіозавра, що скоріше за все, було пов'язано з наявністю великої кормової рослинної бази у місцях проживання завропосейдона.

## Живлення

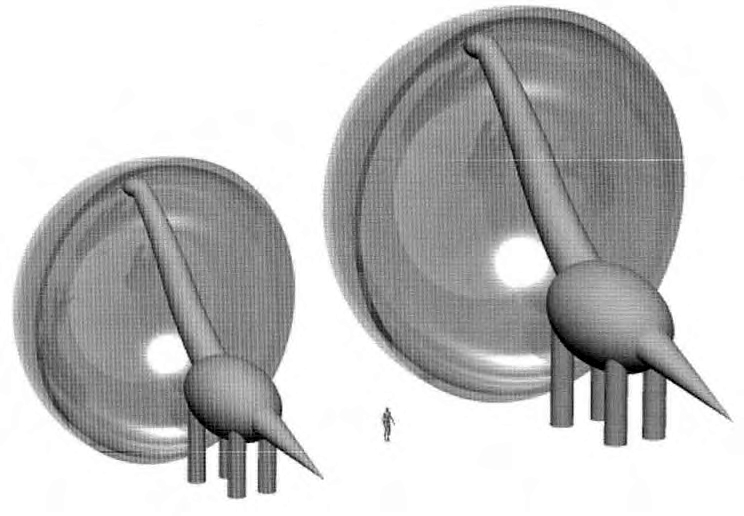
Діапазон досяжності їжі для брахіозавра і завропосейдона

Фізичні дані завропосейдона свідчать про те, що кожен день він повинен був спожити близько тонни рослинності. Щоб здійснити таке, у динозавра були 52 долотоподібні зуби, які зрубували рослини одним махом. Він навіть не обтяжував себе пережовуванням їжі, ковтаючи рослинність, яка попадала в 1-тонний шлунок, розміром з басейн. Потім його шлунковий сік, що мав величезну травну властивість, здійснював травлення. Динозавр також ковтав камінці, які допомагали йому перетравлювати грубу клітковину.
У динозавра відмінно працювала травна система, оскільки при тривалості життя в 100 років (одна із найдовших в царстві динозаврів) і при відсутності такого метаболізму, він би дуже швидко постарів.